# Autor de nombre científico
En nomenclatura, el autor con nombre científico es la persona o equipo que ha descrito, denominado y publicado válidamente un taxón. La cita del autor es la referencia al autor o autores del taxón y se escribe luego del nombre científico del mismo.
El modo en que se realiza la cita del autor de un determinado nombre científico varía según se trate de taxones de plantas, animales o bacterias, y se encuentra normalizado, respectivamente, por el Código Internacional de Nomenclatura para algas, hongos y plantas, el Código Internacional de Nomenclatura Zoológica y el Código Internacional de Nomenclatura de Procariotas. De hecho, en el caso de los taxones de plantas, la cita del autor se realiza en forma generalmente abreviada, mientras que en los casos de los taxones de animales y de bacterias se utiliza el apellido completo del autor.
A continuación se detallan las normas y recomendaciones para citar al autor o autores de taxones de plantas, animales y bacterias.

## Reglas y recomendaciones

### Taxones de plantas
Las reglas y recomendaciones para citar al autor o autores de un taxón de plantas están establecidas en el artículo 46 del Código Internacional de Nomenclatura para algas, hongos y plantas, las cuales se resumen a continuación:
- En las publicaciones, particularmente aquellas referidas a taxonomía y nomenclatura, es deseable citar a los autores del nombre del taxón, aun cuando no se realice una referencia bibliográfica.[6] Ejemplos:

Rosaceae Juss., Rosa L., Rosa gallica L., Rosa gallica var. eriostyla R.Keller, Rosa gallica L. var. gallica.

Puede observarse que la cita del autor se realiza tanto para la familia (Rosaceae), como para el género (Rosa), la especie (Rosa gallica) o la variedad (Rosa gallica var. eriostyla). El autor para el nombre de la familia es Antoine-Laurent de Jussieu, para el nombre del género y de la especie es Carlos Linneo y para la variedad es Robert Keller. Todos esos nombres han sido convenientemente abreviados según se indica en la próxima sección.
- Aún en las revistas científicas, el nombre del autor de un taxón se cita solo la primera vez que se menciona a dicho taxón. Ejemplo:[7]

El género Vicia L. está representado por ca. 180 a 210 especies, distribuidas en todas las regiones tropicales y templadas del mundo. El mayor centro de variación de especies de Vicia se halla en el área Mediterránea, con centros secundarios en América del Norte y América del Sur.

- El nombre de un nuevo taxón debe atribuirse al autor o autores que realizaron la descripción válida o diagnosis de ese taxón, aunque la publicación de la diagnosis haya sido realizada por otros autores.[8]

Olive Mary Hilliard y Brian Laurence Burtt publicaron en 1986 un trabajo en el que los nombres y descripciones de varias especies de Schoenoxiphium, incluyendo a Schoenoxiphium altum, se atribuían a Ilkka Kukkonen El nombre del taxón, entonces, se cita como S. altum Kukkonen.

John Torrey y Asa Gray en su obra de 1838 atribuyeron los nombres Calyptridium y C. monandrum a «Nutt». Las descripciones estaban entre comillas indicando que Thomas Nuttall las había escrito, como se reconocía y agradecía en el prólogo. Los nombres, entonces, se citan como Calyptridium Nutt. y C. monandrum Nutt.

- Cuando el nombre de un taxón se publica conjuntamente por dos autores, ambos deben citarse uniendo sus nombres con la palabra «et» o el símbolo «&».[13]

Devia xeromorpha Goldblatt et J.C.Manning (o Goldblatt & J.C.Manning) es un taxón que fue descrito y publicado conjuntamente por los taxónomos Peter Goldblatt y John C. Manning.

- Cuando la autoría de un nombre científico difiere de la autoría de la obra en la cual ha sido válidamente publicado, ambos autores son citados frecuentemente conectándolos con la palabra «in». En tales casos «in» y lo que sigue por detrás no son parte de la cita del autor sino de la cita bibliográfica y es mejor omitirlo, a menos que se desee citar el lugar dónde el nombre fue publicado.[15]

En 1908 Hans Solereder atribuyó el nombre de la familia Strasburgeriaceae y su descripción válida a Phillippe Edouard van Tieghem quién —en realidad— usó el nombre «Strasburgériacées» (en francés, por eso no está válidamente publicado según el artículo 18.4). El nombre se cita entonces como Strasburgeriaceae Tiegh., o Strasburgeriaceae Tiegh. in Solereder cuando es necesario proveer una cita bibliográfica además del nombre científico.

El nombre «Zephyranthes drummondii D.Don in Sweet, Brit. Fl. Gard. 7: t. 328 (1836)» indica que la especie fue válidamente descripta por David Don y publicada en el tomo 7 editado en 1836 de la obra de Robert Sweet llamada «The British flower garden: containing coloured figures & descriptions of the most ornamental & curious hardy herbaceous plants». No obstante, el nombre correcto de la especie es simplemente Zephyranthes drummondii D.Don

- El nombre de un nuevo taxón debe ser atribuido al autor o autores de la publicación en la que la descripción válida aparece por primera vez, aunque el nombre se atribuya a un autor diferente. Se puede, no obstante, reconocer la autoría del nombre científico insertando la palabra «ex» luego del mismo, seguido del nombre del autor o autores de la descripción válida.[18]

En 1865 Berthold Carl Seemann publicó el nombre Gossypium tomentosum, atribuyéndolo a Thomas Nuttall, seguido de la descripción válida de la especie. Por lo tanto, el nombre de esa especie de algodón puede ser citado como «G. tomentosum Nutt. ex Seem.» o, simplemente, como «G. tomentosum Seem.».

#### Abreviatura del autor
En los taxones de plantas, los nombres de los autores se citan de forma abreviada, de acuerdo a normas estandarizadas. Richard Kenneth Brummitt y C.E. Powell publicaron en el contexto de los estándares TDWG, en 1992, una nómina de las abreviaturas de los autores de nombres científicos de plantas en conformidad con las normas provistas por el Código Internacional de Nomenclatura para algas, hongos y plantas. Tal nómina se actualiza continuamente y se hace pública en las páginas web de las organizaciones denominadas «International Plant Names Index» (IPNI; en español, Índice internacional de nombres de plantas) e «Index Fungorum» (en español, «Índice de hongos»).
La norma principal en cuanto a la abreviatura del nombre del autor de un nombre científico de un taxón de plantas es que la abreviatura debe ser suficientemente larga como para ser distintiva y debería terminar con una consonante que, en el nombre completo, precede a una vocal. Las primeras letras del nombre se deben proveer sin omisión, pero una de las últimas consonantes puede agregarse de ser necesario. Ejemplos:

«L.» es la abreviatura para Carlos Linneo; «Fr.» para Elias Magnus Fries; «Juss.» para Antoine-Laurent de Jussieu; «Rich.» para Louis Claude Marie Richard; «Bertol.» para Antonio Bertoloni, para distinguirlo de Carlo Luigi Giuseppe Bertero, «Bertero»; «Michx.» para André Michaux, para distinguirlo de Marc Micheli, «Micheli».

### Taxones de animales
Las normas y recomendaciones para citar al autor o autores de un taxón de animales se hallan descritas en el capítulo 11 del Código Internacional de Nomenclatura Zoológica, las cuales se detallan a continuación:
- En el caso de los taxones de animales, la cita del autor es opcional, a pesar de que es de uso corriente y recomendable.[26]
- Se recomienda que se cite el autor o autores por sus apellidos y la fecha de la publicación. El nombre del autor se escribe a continuación del nombre del taxón sin ningún signo de puntuación entre ellos, a excepción de los casos que se describen en el próximo punto.[27]

El nombre científico del lobo fue otorgado en 1758 por Carlos Linneo, por lo que se escribe: Canis lupus Linnaeus, 1758.

- Cuando una determinada especie se cambia a un género que no es el original (acto nomenclatural que se denomina «combinación») el nombre del autor de la descripción y nombre inicial se coloca entre paréntesis. El año, si se cita, se debe colocar en el mismo paréntesis.[28]

Carlos Linneo le otorgó al león el nombre de Felis leo en 1758, pero luego esa especie fue transferida por otro autor al género Panthera, por lo que el nombre científico y la cita del autor se escriben así: Panthera leo (Linnaeus, 1758) o bien, Panthera leo (Linnaeus).

- Si se desea se puede citar también el nombre del autor que ha realizado una nueva combinación.[29]

Limnatis nilotica (Savigny) Moquin-Tandon; Methiolopsis geniculata (Stål, 1878) Rehn, 1957.

- Si el apellido de dos o más autores puede dar lugar a confusiones, se distinguirán también por sus nombres, como en bibliografía científica.[30]

El zoólogo francés Étienne Geoffroy Saint-Hilaire y su hijo Isidore Geoffroy Saint-Hilaire se citan como É.Geoffroy e I.Geoffroy, respectivamente, como en Saimiri boliviensis E.Geoffroy, 1834 y Saimiri ustus I.Geoffroy, 1843

- Si el apellido del autor está originalmente escrito es un idioma que no use el alfabeto latino, se deberá transliterar.[31]

El entomólogo ruso Эдуард Эверсман se translitera como Eduard Eversmann y se cita con su apellido en alfabeto latino, por ejemplo en Aeshna viridis Eversmann, 1836.

### Taxones de procariotas
Las normas y recomendaciones para citar al autor o autores de un taxón de procariotas se hallan descritas en la sección 6 del Código Internacional de Nomenclatura de Procariotas.
- En la nomenclatura de los procariotas el nombre del autor no se abrevia —contrariamente a las normas de la nomenclatura botánica— y el año de publicación del taxón no se separa del nombre del autor por una coma, a diferencia de la norma de la nomenclatura de animales.

El nombre «Paenibacillus polymyxa (Prazmowski 1880) Ash et al. 1994», o también, «Paenibacillus polymyxa (Prazmowski) Ash et al. 1994» indica que Prazmoski es el autor del basónimo —como Clostridium polymyxa— y que Ash es el autor de la combinación.

- Si la alteración de la circunscripción de un taxón o de sus caracteres diagnósticos modifica la naturaleza de dicho taxón, el autor responsable puede ser indicado por el agregado de la abreviatura «emend.» (del latín «emendavit», enmendado) seguido del nombre del autor responsable del cambio. Como por ejemplo:[32]

Rhodopseudomonas Czurda & Maresch 1937 emend, van Niel 1944

- Un nombre que se conserva pese a que el tipo del taxón al que alude ha sido excluido, no debe ser referido al autor original sino al autor cuyo concepto o definición del taxón se ha conservado.[33]

Aeromonas liquefaciens, es la especie tipo original del género Aeromonas. No obstante, ha sido excluida del mencionado género. Por esa razón el nombre del género Aeromonas se atribuye a Roger Y. Stanier 1943 y no a Albert Kluyver & C. B. van Niel 1936, y la nueva especie tipo del género es  A. hydrophila.